# Silvia Amella Mai

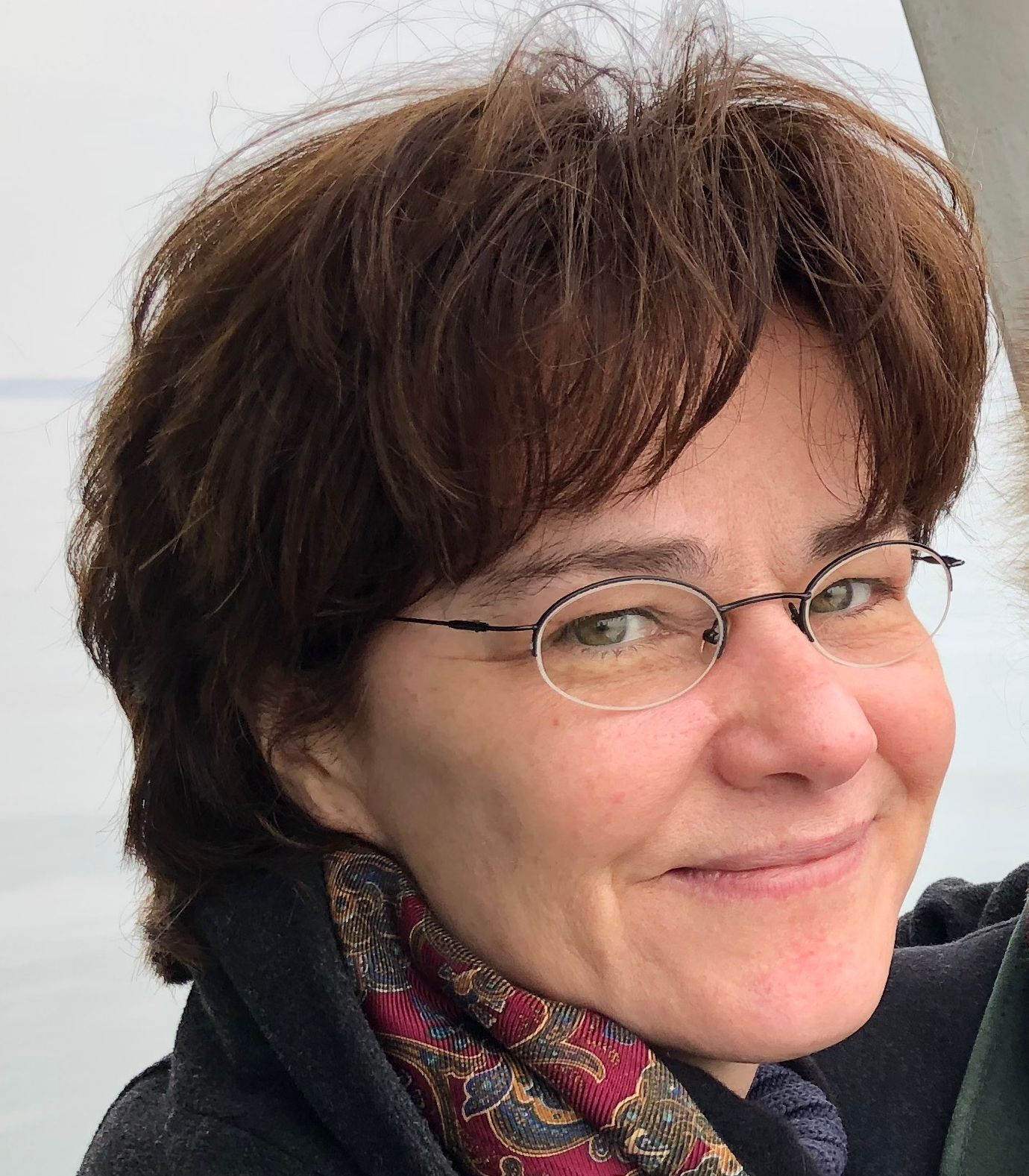
Amella Mai (2018)

Silvia Amella Mai (* 1961) ist eine deutsche Kulturwissenschaftlerin und Autorin.

## Leben
Silvia Amella Mai, Enkelin des Regierungsbauinspektors Wilhelm Frank, wuchs in Fahrdorf bei Schleswig auf. 1975 wurde sie in der Kirche in Haithabu unter anderem mit Norbert Nieszery konfirmiert. Sie besuchte von 1974 bis 1983 die Lornsenschule in Schleswig. Nach dem Abitur studierte sie Kulturwissenschaft, Skandinavistik und Niederlandistik zunächst an der Christian-Albrechts-Universität zu Kiel, dann von 1987 bis 1988 an der Reichsuniversität Groningen (Niederlande) und anschließend an der Westfälischen Wilhelms-Universität Münster, wo sie 1994 zur Dr. phil. promovierte. 2003 absolvierte sie eine postgraduierte Ausbildung zur wissenschaftlichen Dokumentarin an der Fachhochschule Potsdam.
Nach der Promotion zog sie aus beruflichen Gründen nach Frankfurt am Main, wo sie den Rechtsanwalt Jürgen Herrlein kennen lernte und 2000 auf der Rudelsburg heiratete. Bereits während des Studiums begann sie, als Autorin und redaktionelle Mitarbeiterin (Forschungsarbeiten und Recherchen in Archiven) wissenschaftliche Werke zu veröffentlichen, wie Adressbücher und Mitgliederverzeichnisse, Fachpublikationen, Biografien, diverse corpsstudentische und musikwissenschaftliche Aufsätze sowie Monografien. Ihre hauptsächlich kulturwissenschaftlichen Veröffentlichungen mit Schwerpunkt auf studentenhistorische Biografien publizierte sie teilweise zusammen mit ihrem Ehemann. Bis 2022 führte sie erfolgreich ein eigenes Unternehmen im Bereich des EDV-basierten Wissensmanagements, in dem sie als Informationsspezialistin mittelständische Unternehmen beriet.

## Werke (Auswahl)
- Eine Generation zwischen den Stühlen – Die Heranwachsenden. In: Michael Simon, Günter Wiegelmann: Dörflicher Alltag im Wandel (= Beiträge zur Volkskultur in Nordwestdeutschland, Heft 77), Münster 1992, S. 135–146. ISSN 0724-4096
- Mit Haupt und Haar. Entwicklung des Friseurhandwerks unter Einbeziehung seiner Entwicklung in Münster. Münster, New York: Waxmann 1995. ISBN 978-3-89325-294-7.
- Das Friseurhandwerk. In: Heinrich Mehl (Hrsg.): Altes Handwerk in Schleswig-Holstein. Heide 1999, S. 99–120. ISBN 3-8042-0853-3
- 25 Plus Piano Solo. 25 Jahre Frau und Musik. Jubiläumsausgabe. Kassel 2004 (Redaktionelle Mitarbeit an Biographien von Komponistinnen). ISBN 3-927427-59-X
- Die Schönbergschülerin Nadja Prawossudowitsch. In: VivaVoce 70 (2005), S. 34–35. ISSN 1439-0612
- Jürgen Herrlein, Amella Mai (Hrsg.): Verzeichnis sämtlicher Mitglieder des Corps Masovia 1823 bis 2005. Potsdam 2006.
- Josef Neuwirth (1855–34) – Von der Wiege bis zur Bahre, Autobiographie. Frankfurt am Main 2009. ISBN 978-3-7450-4617-5.
- Heinrich Beer und seine studentischen Erinnerungen an Breslau 1847 bis 1850. Hilden: WJK-Verlag 2009. ISBN 978-3-940891-27-3.
- Georg Zaeschmar und seine studentischen Erinnerungen an Breslau 1873 bis 1875. Hilden: WJK-Verlag 2010. ISBN 978-3-940891-35-8.
- Hermann Wollheim (1817–1855) und seine literarischen Werke. Hilden: WJK-Verlag 2012. ISBN 978-3-944052-04-5.
- Wilhelm Frank. Von Fürth bis an die Front (1909–1943). Berlin 2012. ISBN 978-3-8442-2543-3.
- Schlafende Sonnen. 3. Aufl. 2014, Berlin 2014. ISBN 978-3-7375-0422-5.
- Nachrufe auf Masovias Corpsbrüder 1937–2021. Wachtberg: D. & L. Koch Verlag 2022. ISBN 978-3-948899-06-6.